# Fantasy-Jahr 2014
Übersicht

◄◄ | ◄ | 2010 | 2011 | 2012 | 2013 | Fantasy-Jahr 2014 | 2015 | 2016 | 2017 | 2018 | ► | ►►

Weitere Ereignisse

## Ereignisse
- 28. Fantasy Filmfest 27. August – 21. September 2014 für jeweils eine Woche in den Städten Berlin, Nürnberg, Frankfurt, Hamburg, Köln, Stuttgart und München